# میلدرد فیزل
میلدرد فیزل (انگلیسی: Mildred Fizzell; ۱۲ ژوئن ۱۹۱۵ – ۱۱ نوامبر ۱۹۹۳) دونده اهل کانادا بود.